# Chikara Fujimoto
Chikara Fujimoto (藤本 主税, Fujimoto Chikara, Ube, 31 oktober 1977) is een Japans voormalig voetballer die als middenvelder speelde.

## Carrière
Chikara Fujimoto speelde tussen 1996 en 2011 voor Avispa Fukuoka, Sanfrecce Hiroshima, Nagoya Grampus Eight, Vissel Kobe en Omiya Ardija. Hij tekende in 2012 bij Roasso Kumamoto.

## Japans voetbalelftal
Chikara Fujimoto debuteerde in 2001 in het Japans nationaal elftal en speelde 2 interlands.

## Statistieken
| Japans voetbalelftal | Japans voetbalelftal | Japans voetbalelftal |
| Jaar                 | Wed.                 | Dlp.                 |
| -------------------- | -------------------- | -------------------- |
| 2001                 | 2                    | 0                    |
| Totaal               | 2                    | 0                    |